# USS Lamons (DE-743)
USS Lamons (DE-743) là một tàu hộ tống khu trục lớp Cannon từng phục vụ cùng Hải quân Hoa Kỳ trong Chiến tranh Thế giới thứ hai. Nó là chiếc tàu chiến duy nhất của Hải quân Hoa Kỳ được đặt cái tên này, theo tên hạ sĩ quan Kenneth Tafe Lamons (1909-1941), người từng phục vụ trên thiết giáp hạm Nevada (BB-36) và đã tử trận trong vụ tấn công Trân Châu Cảng vào ngày 7 tháng 12, 1941. Nó đã phục vụ cho đến khi chiến tranh kết thúc, xuất biên chế năm 1946, rồi được rút đăng bạ năm 1972, và bị bán để tháo dỡ một năm sau đó. Lamons được tặng thưởng chín Ngôi sao Chiến trận do thành tích phục vụ trong Thế Chiến II.

## Thiết kế và chế tạo
Lớp Cannon có thiết kế hầu như tương tự với lớp Buckley dẫn trước; khác biệt chủ yếu là ở hệ thống động lực Kiểu DET (diesel electric tandem). Các động cơ diesel đặt nối tiếp nhau dẫn động máy phát điện để cung cấp điện năng quay trục chân vịt cho con tàu. Động cơ diesel có ưu thế về hiệu suất sử dụng nhiên liệu, giúp cho lớp Cannon cải thiện được tầm xa hoạt động, nhưng đánh đổi lấy tốc độ chậm hơn.
Vũ khí trang bị bao gồm ba pháo 3 in (76 mm)/50 cal trên tháp pháo nòng đơn có thể đối hạm hoặc phòng không, một khẩu đội pháo phòng không Bofors 40 mm nòng đôi và tám pháo phòng không Oerlikon 20 mm. Vũ khí chống ngầm bao gồm một dàn súng cối chống tàu ngầm Hedgehog Mk. 10 (có 24 nòng và mang theo 144 quả đạn); hai đường ray Mk. 9 và tám máy phóng K3 Mk. 6 để thả mìn sâu. Con tàu vẫn giữ lại ba ống phóng ngư lôi Mark 15 21 inch (533 mm). Thủy thủ đoàn đầy đủ bao gồm 15 sĩ quan và 201 thủy thủ.
Lamons được đặt lườn tại xưởng tàu của hãng Western Pipe and Steel Company ở Los Angeles, California vào ngày 10 tháng 4, 1943. Nó được hạ thủy vào ngày 1 tháng 8, 1943, được đỡ đầu bởi bà Leora M. Lamons, vợ góa hạ sĩ quan Lamonsvà nhập biên chế cùng Hải quân Hoa Kỳ vào ngày 29 tháng 2, 1944 dưới quyền chỉ huy của Hạm trưởng, Thiếu tá Hải quân Charles Kenneth Hutchison.

## Lịch sử hoạt động
Sau khi hoàn tất việc chạy thử máy tại vùng biển ngoài khơi California, Lamons rời San Francisco vào ngày 10 tháng 5, 1944 để hộ tống một đoàn ba tàu buôn hướng sang vùng biển Tây Thái Bình Dương. Đi đến đảo san hô Majuro thuộc quần đảo Marshall vào ngày 3 tháng 6, nơi con tàu gia nhập thành phần hộ tống bảo vệ cho đội tiếp liệu trực thuộc Đệ Ngũ hạm đội. Đội tiếp liệu có nhiệm vụ phục vụ hậu cần cho Lực lượng Tấn công phía Bắc dưới quyền Phó đô đốc Richmond K. Turner, vốn đang tiến hành đánh chiếm Saipan. Chiếc tàu hộ tống khu trục đã ở lại khu vực quần đảo Mariana cho đến khi việc chiếm đóng Saipan kết thúc.
Hạm đội sau đó chuyển hoạt động vào việc đánh chiếm quần đảo Palau, vốn cần đến như một căn cứ tập trung lực lượng phục vụ cho việc giải phóng quần đảo Philippine sắp tới. Trong tháng 9, Lamons hộ tống bảo vệ các tàu tiếp dầu phục vụ cho lực lượng tham gia Trận Peleliu.
Quay trở lại Manus vào ngày 1 tháng 10, Lamons chuẩn bị cho việc chiếm đóng Philippines. Nó cùng Đội đặc nhiệm 30.8 lên đường vào ngày 4 tháng 10, hướng đến một điểm hẹn tiếp nhiên liệu ngoài khơi Leyte, Philippines. Trong ba tháng tiếp theo, nó hộ tống bảo vệ các tàu tiếp dầu phục vụ cho Chiến dịch Philippines, và sau khi Leyte hoàn toàn được bình định, nó rời Ulithi vào ngày 29 tháng 12, tiếp tục bảo vệ cho một đội tiếp liệu hỗ trợ cho hoạt động tấn công chiến đóng Luzon.
Lamons quay trở về Ulithi vào ngày 27 tháng 1, 1945, bắt đầu chuẩn bị cho chiến dịch đổ bộ tiếp theo lên Iwo Jima. Khởi hành từ Ulithi vào ngày 8 tháng 2, chiếc tàu hộ tống khu trục bảo vệ cho các tàu tiếp dầu hướng đến hòn đảo nhỏ thuộc nhóm quần đảo Kazan, vốn được cần đến như một chặng dừng phòng hờ cho những phi vụ không kích xuống chính quốc Nhật Bản bởi máy bay ném bom B-29 Superfortress xuất phát từ quần đảo Mariana. Lamons đã ở lại khu vực tiếp nhiên liệu cho đến đầu tháng 3, khi việc bình định Iwo Jima kết thúc.
Để phục vụ cho chiến dịch đổ bộ tiếp theo lên Okinawa, Lamons lên đường vào ngày 19 tháng 3, hộ tống bảo vệ các tàu tiếp dầu khi chúng tiếp nhiên liệu cho hạm hội hùng hậu nhất từng được tập trung tại Mặt trận Thái Bình Dương. Sau khi ở lại khu vực phụ cận Okinawa trong suốt thời gian của chiến dịch, nó lên đường vào ngày 26 tháng 6, được điều sang Đệ Thất hạm đội để bảo vệ cho các tàu sân bay hộ tống làm nhiệm vụ hỗ trợ trên không cho cuộc đổ bộ lên Balikpapan, Borneo.
Mọi nỗ lực của phe Đồng Minh giờ đây đặt trọng tâm vào ngay Nhật Bản, vì vậy vào giữa tháng 7, Lamons trở lại hoạt động cùng Đội đặc nhiệm 30.8 trực thuộc Đệ Tam hạm đội, làm nhiệm vụ tiếp liệu cho lực lượng đặc nhiệm tàu sân bay nhanh tiến hành không kích xuống các đảo chính quốc Nhật Bản. Nó làm nhiệm vụ này cho đến khi Nhật Bản chấp nhận đầu hàng vào ngày 15 tháng 8 giúp kết thúc cuộc xung đột. Con tàu đi đến Ulithi vào ngày 31 tháng 8 cho một lượt nghỉ ngơi ngắn, rồi lại lên đường vào ngày 10 tháng 9, hộ tống cho tàu tiếp dầu Escambia (AO-80) đi đến Okinawa.
Khởi hành vào ngày 1 tháng 10 để bắt đầu hành trình quay trở về Hoa Kỳ, Lamons đi ngang qua San Pedro, California và băng qua kênh đào Panama để đến vùng bờ Đông, đi đến Philadelphia, Pennsylvania vào ngày 23 tháng 11. Con tàu được điều xuống phía Nam, đi đến Green Cove Springs, Florida, nơi nó được cho xuất biên chế vào ngày 14 tháng 6, 1946 và được đưa về Hạm đội Dự bị Đại Tây Dương. Đang khi vẫn trong thành phần dự bị, con tàu được kéo đến Philadelphia, Pennsylvania vào tháng 2, 1951. Tên nó được cho rút khỏi danh sách Đăng bạ Hải quân vào ngày 1 tháng 8, 1972, và cuối cùng con tàu bị bán để tháo dỡ vào ngày 15 tháng 10, 1973.

## Phần thưởng
Lamons được tặng thưởng chín Ngôi sao Chiến trận do thành tích phục vụ trong Thế Chiến II.
|                                                       |  |             |
| Silver star · Bronze star · Bronze star · Bronze star |  | Bronze star |

| Huân chương Chiến dịch Hoa Kỳ                                           |                                      |                                                             |
| Huân chương Chiến dịch Châu Á-Thái Bình Dương với 8 Ngôi sao Chiến trận | Huân chương Chiến thắng Thế Chiến II | Huân chương Giải phóng Philippine với 1 Ngôi sao Chiến trận |